# トカゲの女 警視庁特殊犯罪バイク班
『トカゲの女 警視庁特殊犯罪バイク班』（トカゲのおんな けいしちょうとくしゅはんざいバイクはん）は、2014年から2017年までテレビ東京・BSジャパン共同制作で放送された刑事ドラマシリーズ。全3回。主演は黒谷友香。
オートバイを駆使して事件を解決する隠密捜査班の活躍譚である。
放送枠は「水曜ミステリー9（第2期）」（第1作・第2作）、「水曜エンタ・水曜ミステリー9」（第3作）。

## 概要
警視庁捜査一課特殊犯捜査係 (SIT) の下部組織バイク班、通称・警視庁トカゲ班は、平時は各々の所属する課で通常業務に就き、事件発生時に招集され、追尾などの任務に当たる。だが、トカゲの任務は隠密で、たとえ犯人追跡中でも道路交通法を破ろうものなら、任務中であることを知らない警ら中の警官に一般市民として止められることもある。

## 登場人物

### 警視庁捜査一課特殊犯捜査係 (SIT)

#### バイク班（通称・警視庁トカゲ班）
井守響子
演 - 黒谷友香（少女時代：吉越優子〈第1作〉）
警視庁宮益坂警察署 生活安全課。階級は巡査部長。32歳。元白バイ隊員。
伝説の少年係とも呼ばれ、青少年から話を聞き出すことにかけては天下一品。家事が苦手で、1人でいると自宅はすぐに汚くなってしまい、隣に住む叔母の井守英恵からは早く結婚をするよう言われている。郷田から「モサオ」とあだ名を付けられている。
矢島健太
演 - 渡部豪太
警視庁第二機動捜査隊。階級は巡査部長。27歳。
郷田修平
演 - 大地康雄
警視庁交通機動隊 第一中隊。階級は巡査部長。55歳。響子の父とは鈴鹿のロードレースで競い合った仲。

#### 第二係
吉田誠
演 - 金山一彦（第1作）
副隊長。階級は警部補。トカゲを正当に扱わないため、響子から毛嫌いされている。
小杉徹
演 - 金児憲史（第2作・第3作）
階級は警部補。
島岡吾郎
演 - 柴俊夫
係長。階級は警部。
山本賢二
演 - 宇梶剛士（第1作）
階級は巡査部長。

### 警視庁捜査一課強行犯係
津吹新太郎
演 - 永井大
主任。階級は警部補。響子の恋人。家事が得意で、響子宅へ行くと部屋の掃除や食事作りをしてくれる。
片桐七海
演 - 滝沢沙織
階級は巡査部長。津吹のことが好きなようで、懸命にアプローチする。響子に会うと必ず「ブス」と言って去っていく。

### 響子の親族
井守英恵
演 - 大島蓉子
井守響子の叔母。
井守
演 - マシュー伊藤（第1作）
井守響子の父。故人。

### ゲスト
第1作「色気ナシ警官&親爺ライダー走る！会長令嬢誘拐…5934万の謎と追跡トリックを暴け」（2014年）
- 中里靖子（サマリア女学院高等学校 英語教師） - 酒井美紀
- 神代正行（希世美の父・外食産業「神代ホールディングス」会長） - 冨家規政
- 時田肇（教育室長） - 石井愃一
- 室田伝助（晴美の父・トラック運転手） - 本城丸裕
- 野崎義男（殺人事件の被害者・堀北ビル管理システム管理係 警備員・元警察官） - 吉満涼太
- 佐藤勝男（飲食店店主・覚せい剤の売人で前科4犯） - 深沢敦
- 神代希世美（サマリア女学院高等学校 生徒・校内で孤立） - 青山美郷
- 轟（オレオレ詐欺の被害者） - 須長弘子
- 雑居ビル管理人 - 杉林功
- コスプレ女 - 蒼ななか
- 西（オレオレ詐欺の空巣犯） - 尾関伸嗣
- 神崎恵（高校時代に時田と援交） - 平塚千瑛
- 山本友美（山本賢二の娘・12年前 交通事故死） - 中西悠綺
- 女子高生 - 嶺井小雪
- 室田晴美（サマリア女学院高等学校 元生徒・1年前自殺） - 上村明穂
- 特捜班員A - 大平健斗

第2作「夏の追跡大捜査線！5000万強奪殺人…犯人は元白バイ隊員!? 愛妻と娘を捨てた謎と追跡トリックを暴け！」（2015年）
- 冬野梢（正木の元妻・高齢者向け宅配弁当屋「三楽食品」従業員） - 白石美帆
- 真鍋省吾（プライド警備保障 社長・元警察官） - 五代高之
- 岩園翼（実業家・衆議院議員選挙の候補者） - 一色采子
- 立花守（三楽食品 従業員・井岡メッキ工業 元従業員） - 斉藤祥太
- 冬野絵葉（正木と梢の娘・みやこ保育園 児童） - 齋藤志帆
- 井岡勝（井岡メッキ工業 社長） - 掛田誠
- 工藤芳樹（前科三犯） - 檜尾健太
- 工藤加代（芳樹の母） - 小貫加恵
- 比嘉弥生（家出少女） - 北香那
- ヤンキー - 小林麗菜、早咲心結
- 小出勇気（故人） - 金子晃翔
- キャスター - 小森郁子
- SIT隊員 - 仗桐安
- 村田和男（三楽食品 従業員） - 小松和重
- 木村美園（みやこ保育園 保育士） - 宮本真希
- 正木隆春（元警視庁交通機動隊第三方面隊 白バイ小隊長） - 東根作寿英
- 現金輸送車（警備員） - 山田圭介、吉沢眞人

第3作「色気なしライダー警官の隠密追跡！身代金5億…期限は48時間!? ウエディングドレスに隠された秘密と誘拐トリックを暴け！」（2017年）
- 多喜遼子（有名ブランド「リョーコ・タキ」社長） - かたせ梨乃
- 多喜純一（遼子の養子・「リョーコ・タキ」専務・児童養護施設「愛親園」出身） - 川村陽介（5歳：山本圭祐）
- 内田さわ（内田の娘） - 西原亜希
- 日垣（愛親園 園長） - 浜田晃
- 中野圭太（中野運送 社長） - 大西武志
- 平井護（田所ばね工業を3か月前に退職） - 松澤仁晶
- 広瀬郁美（純一の実母・遼子のデザイン学校の仲間・故人） - 春木みさよ
- 福山（宿泊所「福山」女将） - 松井紀美江
- 冒頭のレストラン籠城犯 - 増田修一朗
- 富田（郷田修平を職質した警官） - 堀口文宏
- 田所ばね工業 従業員 - 岡安泰樹
- 皆川（居酒屋「酔の助」店主） - 山上賢治
- 佐藤麻友（女子高生） - 坂本澪香
- レストラン「森のカフェと洋食屋」店長 - 後藤公太
- 春日（帝和銀行） - 川井つと
- リポーター - 前野恵
- 墓地の管理者 - 五頭岳夫
- 生地屋の元社長（「リョーコ・タキ」から契約を切られ倒産 → 遼子を刃物で襲う） - 中野順二
- マイコ（女子高生） - 瀬口美乃
- 女子高生 - 和田麻菜、柚りし菓
- 記者 - 三倉翔、松元那実
- リポーター - 山中秀樹
- 内田建吾（縫製会社「内田ドレス」経営者・遼子の恩人） - 螢雪次朗
- 三国赳夫（「リョーコ・タキ」常務・帝和銀行出身） - 石丸謙二郎

## スタッフ
- 監督 - 児玉宜久
- 脚本 - 吉川次郎、安井国穂
- バイク&カースタント - スーパードライバーズ（雨宮正信、川上敏夫、大谷奈津江、中島啓介、徳田義之、野呂慎治、佐藤憲、中島啓介、伊藤和巳）
- OPナレーション - 新堀創世
- バイクコーディネート - 徳田輪業
- アクションスタント - 久保翔（2）
- 撮影 - 冨永健二（1）、高田陽幸（2）、武山智則（3）
- 照明 - 加藤賢也（1）、冨川英伸（2）、高瀬隆治（3）
- 音声 - 林昭一
- VE - 深澤雄壽（1）、堀口昌幸（2）、辻克喜（3）
- 美術 - 大町力
- 衣装 - さかいなおみ（1）、篠塚奈美（2）、長縄希穂（3）
- 助監督 - 川口浩史、西原裕貴（2）、斉藤克康（3）
- 技術協力 - アップサイド
- 美術協力 - 京映アーツ
- 医療監修 - 堀エリカ（2）
- プロデューサー - 山鹿達也（テレビ東京）、内堀雄三、元信克則
- 製作 - テレビ東京、BSジャパン、ユニオン映画

## エピソードリスト
| 話数 | エピソードタイトル                                                                                               | 初回放送日     | 脚本              | 監督     |
| --- | --- | -------------- | ----------------- | -------- |
| 1 | 色気ナシ警官&親爺ライダー走る！ 会長令嬢誘拐…5934万の謎と追跡トリックを暴け                                      | 2014年11月26日 | 吉川次郎          | 児玉宜久 |
| 私立サマリア女学院高等学校の生徒・神代希世美が誘拐され、トカゲが招集される。被害者の父親が大手外食産業の会長であることから営利目的が疑われたが、間もなく犯人から5934万円の身代金と、1年前にサマリア女学院高等学校で起こった希世美が加害者である自殺事件の再調査を求められる。当時、教育委員会が調査に乗り出し、いじめの事実はなかったと発表された。希世美の安全のためにも再調査の振りだけでもして欲しいと要請すると、教育室長は既に調査は終わったと頑なに拒む。 | |                |                   |          |
| 2 | 夏の追跡大捜査線！5000万強奪殺人… 犯人は元白バイ隊員!? 愛妻と娘を捨てた謎と追跡トリックを暴け！                  | 2015年8月12日  | 吉川次郎          | 児玉宜久 |
| 警備会社が輸送していたパチンコ店の売上金の一部5000万円が強奪され、犯行グループの1人として元白バイ隊員の正木隆春が指名手配される。響子らトカゲ班は正木の元妻・梢を尾行する。同じ頃、メッキ工場の社長が殺害される事件が発生し、給料未払いの件でもめていた元従業員の立花守が捜査線上に上がる。立花は高校時代に響子に補導されたことがあるが、更生しているという。梢と立花は同じ弁当屋で働く同僚で、重大事件の関係者が同じ職場にいることが響子には気にかかる。       | |                |                   |          |
| 3 | 色気なしライダー警官の隠密追跡！身代金5億… 期限は48時間!? ウエディングドレスに隠された秘密と誘拐トリックを暴け！ | 2017年2月8日   | 吉川次郎 安井国穂 | 児玉宜久 |
| 籠城事件に居合わせた響子は犯人を逮捕。だが発生場所の店に戻ると男性二人が消えていた。翌日、父・内田建吾が失踪したと、娘さわが生活安全課を訪ねて来る。名前を聞いた響子は店で拾ったハンカチのイニシャルと同じことに気づく。さわ曰く父のものだという。さらに内田が営む縫製工場が下請けだったブランドの社長・遼子に「内田を誘拐した」との電話があったことが判明する。                                                                                                | |                |                   |          |